# Жунку-ду-Серидо
Жунку-ду-Серидо (порт. Junco do Seridó) — муниципалитет в Бразилии, входит в штат Параиба. Составная часть мезорегиона Борборема. Входит в экономико-статистический  микрорегион Серидо-Осидентал-Параибану. Население составляет 6116 человек на 2006 год. Занимает площадь 170,415 км². Плотность населения — 35,9 чел./км².
Праздник города — 22 декабря. 

## История
Город основан в 1961 году.

## Статистика
- Валовой внутренний продукт на 2003 год составляет 11 278 505,00 реалов (данные: Бразильский институт географии и статистики).
- Валовой внутренний продукт на душу населения на 2003 год составляет 1864,83 реалов (данные: Бразильский институт географии и статистики).
- Индекс развития человеческого потенциала на 2000 год составляет 0,594 (данные: Программа развития ООН).